# Kosenivka, Babanka
Kosenivka (în ucraineană Косенівка) este o comună în raionul Babanka, regiunea Cerkasî, Ucraina, formată numai din satul de reședință.

## Demografie
Componența lingvistică a comunei Kosenivka
     Ucraineană (98,53%)
     Rusă (1,38%)
     Alte limbi (0,09%)
Conform recensământului din 2001, majoritatea populației comunei Kosenivka era vorbitoare de ucraineană (98,53%), existând în minoritate și vorbitori de rusă (1,38%).